# Culicoides exspectator
Culicoides exspectator är en tvåvingeart som beskrevs av Clastrier 1959. Culicoides exspectator ingår i släktet Culicoides och familjen svidknott. Inga underarter finns listade i Catalogue of Life.